# 首都高速神奈川3号狩場線
首都高速神奈川3号狩場線（しゅとこうそくかながわ3ごうかりばせん）は、神奈川県横浜市中区の本牧ジャンクション（JCT）から保土ケ谷区の狩場インターチェンジ（IC）へ至る、首都高速道路の路線である。
本牧JCT - 石川町JCTは神奈川県道147号高速横浜羽田空港線、石川町JCT - 狩場ICは横浜市道高速2号線。

## 路線番号
K3

## 出入口など
- 路線名の特記がないものは市道。
- なお「狩場線」が名称だが横浜新道/横浜横須賀道路の狩場インターチェンジは利用できないので注意。
- 全線神奈川県横浜市内に所在。

| 出入口 番号 | 施設名       | 接続路線名                                                              | 起点 から (km) | 備考                                                          | 所在地     |
| ----------- | ------------ | ----------------------------------------------------------------------- | -------------- | ------------------------------------------------------------- | ---------- |
| -           | 本牧JCT      | 湾岸線                                                                  | 0.0            |                                                               | 中区       |
| 351         | 新山下出入口 | 山下公園・中華街・元町方面                                              |                | 湾岸線・羽田方面出入口 幸浦・杉田方面は行けない 入口はETC専用 | 中区       |
| 352         | 新山下出入口 | 本牧ふ頭・中華街・元町方面                                              | 1.5            | 横浜駅東口方面出入口 入口はETC専用                            | 中区       |
| 354         | 山下町出口   | 山下公園・中華街・元町方面                                              | 1.5            | 横浜駅東口方面からの出口 狩場線からは利用できない             | 中区       |
| 353         | 石川町入口   |                                                                         | 2.3            | 湾岸線方面への入口                                            | 中区       |
| -           | 石川町JCT    | 横羽線 E83 第三京浜・横浜駅東口方面                                     | 2.3            |                                                               | 中区       |
| 356         | 阪東橋出入口 | 横浜市道幹第6号線 横浜市道9,10整理地区方面第16号線 （関内駅・市庁方面） | 4.5            | 永田・横浜横須賀道路方面出入口                                | 中区       |
| 356         | 阪東橋出入口 | 横浜市道幹第6号線 横浜市道9,10整理地区方面第16号線 （関内駅・市庁方面） | 4.5            | 永田・横浜横須賀道路方面出入口                                | 南区       |
| 357         | 花之木出入口 | 弥生台桜木町線（入口） 横浜市道幹第6号線（出口）                        | 5.1            | 湾岸線・羽田方面出入口                                        |            |
| 359         | 永田出入口   | 保土ヶ谷宮元線                                                          | 6.5            | 湾岸線・羽田方面出入口 入口はETC専用                          |            |
| -           | 狩場TB       | -                                                                       |                |                                                               | 保土ケ谷区 |
| -           | 狩場JCT      | E83 横浜新道 / E16 横浜横須賀道路                                       | 8.6            |                                                               | 保土ケ谷区 |

## 歴史
横浜港や横浜市中心部より発生する交通をさばく放射状路線として、狩場インターチェンジを介して横浜新道で湘南方面、保土ヶ谷バイパスで東名高速道路や相模原市・多摩方面、横浜横須賀道路（計画時は南横浜バイパスと称していた）で三浦半島方面を結ぶとともに、首都高速横羽線と接続して東京方面を連絡する路線として計画され、1970年（昭和45年）11月2日に「横浜国際港都建設計画道路第3号中央線（1972年〈昭和47年〉3月10日に、「横浜国際港都建設計画道路1.4.3中央線」に変更）」の名称で都市計画が決定され、1971年（昭和46年）11月8日に工事開始の告示がなされた。丘陵部および中村川筋の池下橋（掘割川の分流地点上流側、阪東橋出入り口付近）より上流は順次着工されたが、久良岐橋（同分流地点下流側）から亀の橋（石川町駅付近）は強い反対運動があり長い間着手できずにいた。石川町JCTと新山下出入口の間は1978年（昭和53年）に着工し、1984年（昭和59年）2月2日に横羽線の横浜公園出入口 - 石川町JCTとともに開通した。1984年（昭和59年）春に地元への説得が実を結び、1987年（昭和62年）2月に全面着工に至った。施工にあたっては電波障害対策の共同受信施設の設置や墓地移転補償、日照権補償などの地元対応がとられたが、本道特有の問題として係留船舶の移動や沈船処理の必要が生じた。1989年（平成元年）9月27日に新山下出入口から本牧JCT、湾岸線大黒JCTを経由して大黒線生麦JCTの間が開通、次いで1990年（平成2年）3月20日に、着工から20年の歳月を経て狩場JCT - 石川町JCTの間が開通し、全線開通。全線開通に先立ち、3月11日に阪東橋出入口と永田出入口の間を開放して「ハイウェイ・フェスティバル」を開催。高速道路を双六に見立てたゲームや、未来の高速道路をテーマにした児童の絵画の展示、地元の社会福祉協議会による屋台、フリーマーケットなどが行われ、晴天の下、主催者予想の4倍の来場者が訪れた。
- 1970年（昭和45年）11月2日　「横浜国際港都建設計画道路第3号中央線」として都市計画決定。
- 1971年（昭和46年）11月8日　工事開始告示。
- 1978年（昭和53年）　石川町JCT-新山下出入口　着工。
- 1984年（昭和59年）2月2日　石川町JCT-新山下出入口　横羽線の横浜公園出入口-石川町JCTとともに開通。
- 1987年（昭和62年）2月　全面着工。
- 1989年（平成元年）9月27日　新山下出入口-本牧JCT　開通。
- 1990年（平成2年）3月20日　狩場JCT-石川町JCT　開通（全面開通）。

## 構造
中区山下町から南区南太田二丁目にかけての平地部と、南太田二丁目から保土ケ谷区狩場町にかけての丘陵部に大別できる。石川町JCT内のランプウェイを除き上下線各2車線、最小曲線半径は200 mで設計速度は60 km/hである。

### 平地部
平地部はすべて高架構造であり、大半の区間は中村川上空を通過する。着工前の川幅は27 - 28 mほどあったが、本道路建設と同時に施工された護岸改修により22 mに縮小し、橋脚敷を確保した。中村川には関東大震災で被災し大正から昭和初期にかけて復旧された橋が十数本あったが、建設省や横浜市から受託し架け替えられた。沿道は市街化が進んでおり、中村川左岸にあたる上り線側の用途地域は商業地域、右岸は近隣商業地域で低層住宅が密集しているうえに、右岸側後方120 - 200 mにある高さ50 mの崖からの反射音も懸念された。横浜市立大学病院や横浜市立中村特別支援学校をはじめ特に静穏を必要とする施設も隣接していることから騒音対策への配慮が求められた。この区間は概ね東西に構築されており、日照阻害を防ぐため、防音壁は極力低く抑える必要がある。そこで、新幹線などで採用実績があり、1.5 mの従来型防音壁と同等の効果が得られる干渉型防音壁と、高架橋の二層構造部分では上層部下面に吸音板が設置された。
石川町JCTから山下町出口側は堀川筋高架橋、花之木出入口側は中村川筋高架橋と呼ばれ、このうち堀川筋高架橋は1983年に土木学会田中賞を受賞している

### 丘陵部
南太田駅付近で京浜急行の線路を越えてから狩場ICにかけての約3.4 kmは標高40 - 60 mの丘陵地帯で、切土構造とU字谷を渡る中小規模の橋梁で構成される。一帯は住宅地であり、車道端から両側20 mの幅で環境施設帯が設けられている。切土部は走行車両の側方空間を確保し、かつ開口部を狭めて周辺への騒音を抑制することを目的として、壁面に1:0.5の勾配をつけ、頭部に張り出し床板を設けた鉄筋コンクリート製の「もたれ擁壁」が採用された。用地の制約上、沿道の随所に高い擁壁が生じたが、圧迫感を緩和するため「割石布積み模様」の化粧型枠が使われた。南太田二丁目から清水ケ丘にかけての谷部の架橋にあたってはラーメン橋や桁橋も検討されたが、景観への配慮と地質上の理由から長さ75 mのRCアーチ橋で建設され、下部には児童公園が設けられた。
切土を横断する橋は16本ある。瀬戸ケ谷町近辺は乱開発により公園等が少ないことから、つつじ橋、紫陽花橋、菫橋等は公団と市の共同負担で、工事用の仮設桟橋に代え恒久的な幅員の広い橋が架けられ、橋幅の一部は広場として開放された。清水ケ丘公園および狩場料金所の下り線側の瀬戸ケ谷公園は本線上部に蓋が架けられ、その上は公園として利用されている。切土の上を通る弥生橋の上り線側に「波とカモメ」、下り線側に「木と風」をイメージしたレリーフが、永田出入口のトンネル上部には犬と兎をイメージした鋳鉄製パネルが飾られている。防音壁は、本線側はシルキーホワイト地に圧迫感を軽減するため緑のラインを入れた。道路外側はコンコードクリーム地に本線側より淡いスプルースグリーンのラインを入れ、一部区間はドライバーへのサービスとしてポリカーボネート製の透光板を採り入れた。
狩場料金所付近の地下には過積載車両を退出させるため、上り線から下り線に向けたUターン路が設けられている。永田 - 花之木間上り線の清水ケ丘公園付近には融雪剤貯蔵庫や付帯駐車スペースからなる管理施設が置かれている。
植栽設計は丘陵部を4つのゾーンに分け、京浜急行交差部から清水ヶ丘アーチ橋は「月のゾーン」としてヤブツバキやサザンカ、清水ケ丘公園から山の手高架橋の間は「風のゾーン」として香りのよいキンモクセイ、ジンチョウゲやライラック、既存林が比較的残されている山の手高架橋から永田高架橋の間は「鳥のゾーン」としてアオキやガマズミなど誘鳥木が多く植えられた。永田高架橋から狩場ICにかけては料金所やジャンクションのランプウェイなど人工物が多く、「花のゾーン」としてサクラを中心に緑化が行われた。

## 首都高速ラジオ
2006年（平成18年）に廃止されるまで放送されていた首都高速ラジオの放送場所
- 狩場（狩場料金所 - 永田出入口）

## 交通量
24時間交通量（台）　道路交通センサス
| 区間                                 | 平成17（2005）年度 | 平成22（2010）年度 | 平成27（2015）年度 |
| ------------------------------------ | ------------------ | ------------------ | ------------------ |
| 本牧JCT - 新山下出入口               | 66,393             | 63,841             | 60,895             |
| 新山下出入口 - 山下町出口            | 66,393             | 74,336             | 74,432             |
| 山下町出口 - 石川町JCT・石川町入口   | 71,600             | 74,840             | 74,887             |
| 石川町JCT・石川町入口 - 阪東橋出入口 | 71,600             | 65,579             | 62,687             |
| 阪東橋出入口 - 花之木出入口          | 71,600             | 76,459             | 72,826             |
| 花之木出入口 - 永田出入口            | 71,600             | 70,715             | 67,729             |
| 永田出入口 - 狩場JCT                 | 71,600             | 67,448             | 64,477             |

（出典：「平成22年度道路交通センサス」・「平成27年度全国道路・街路交通情勢調査」（国土交通省ホームページ）より一部データを抜粋して作成）
令和2年度に実施予定だった交通量調査は、新型コロナウイルスの影響で延期された。

## ギャラリー

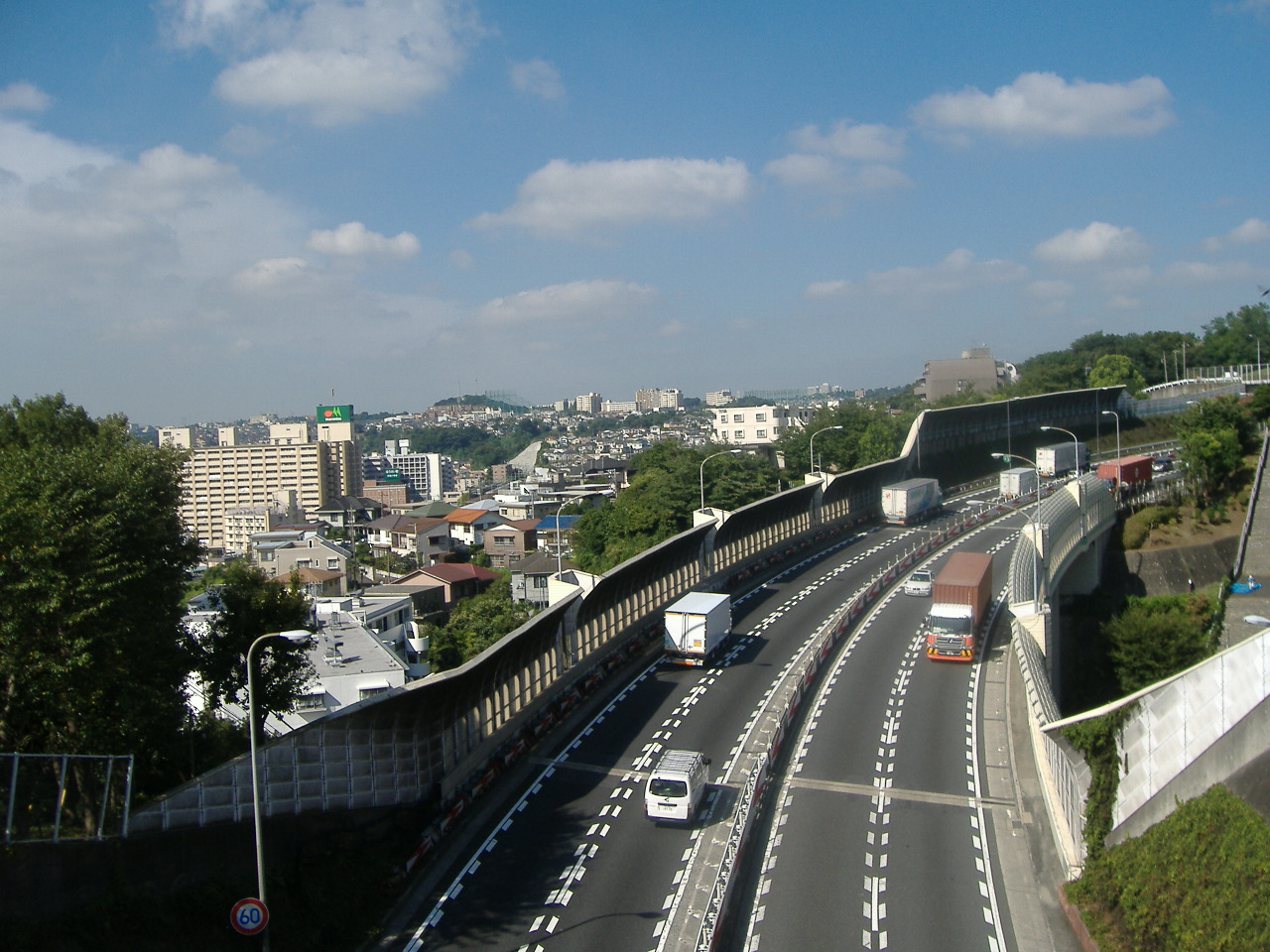
花之木 - 永田間、奥が狩場方面。全区間、上下各2車線である。
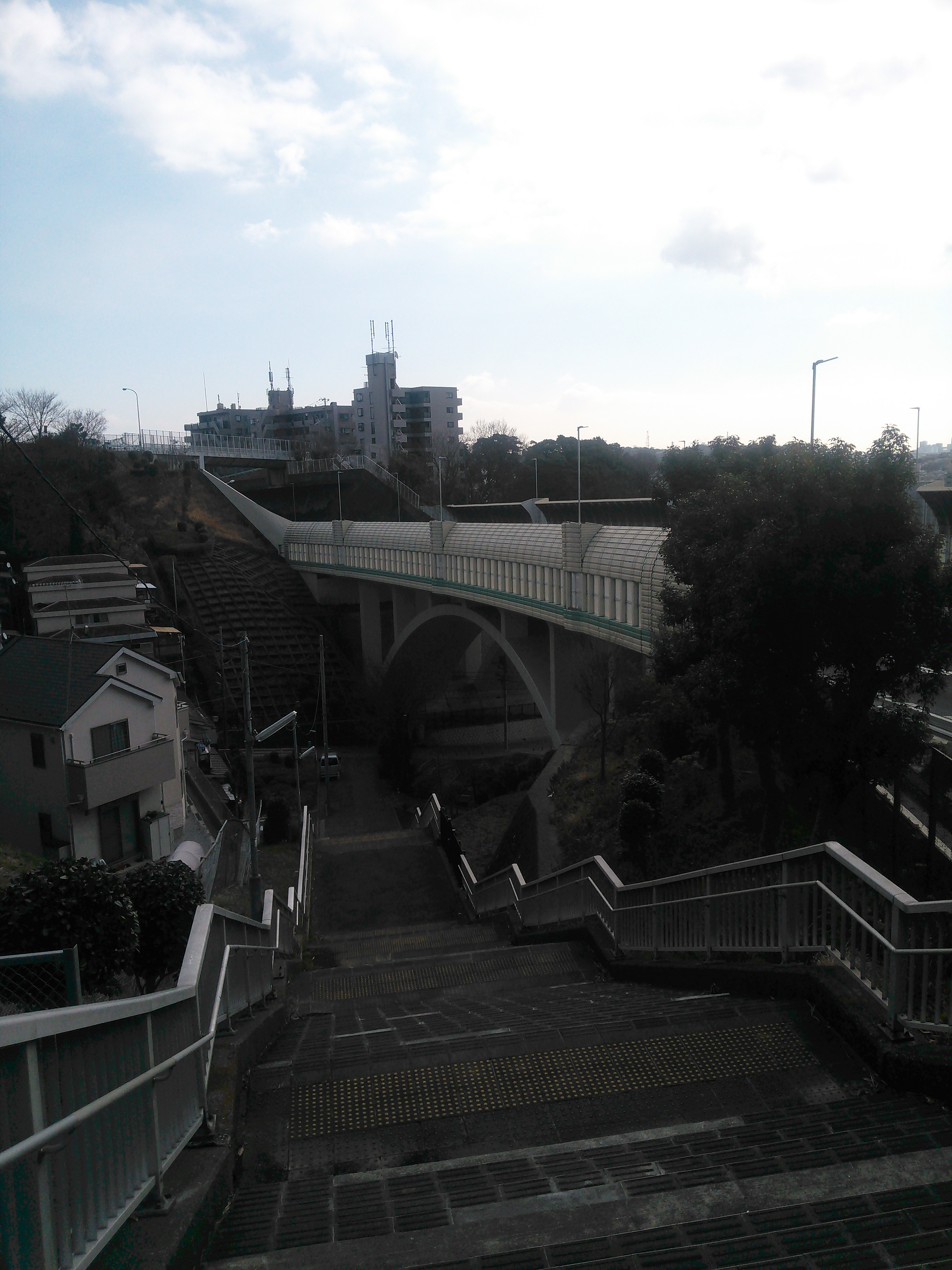
清水ヶ丘アーチ橋。防音壁の一部に透光板が使われている。
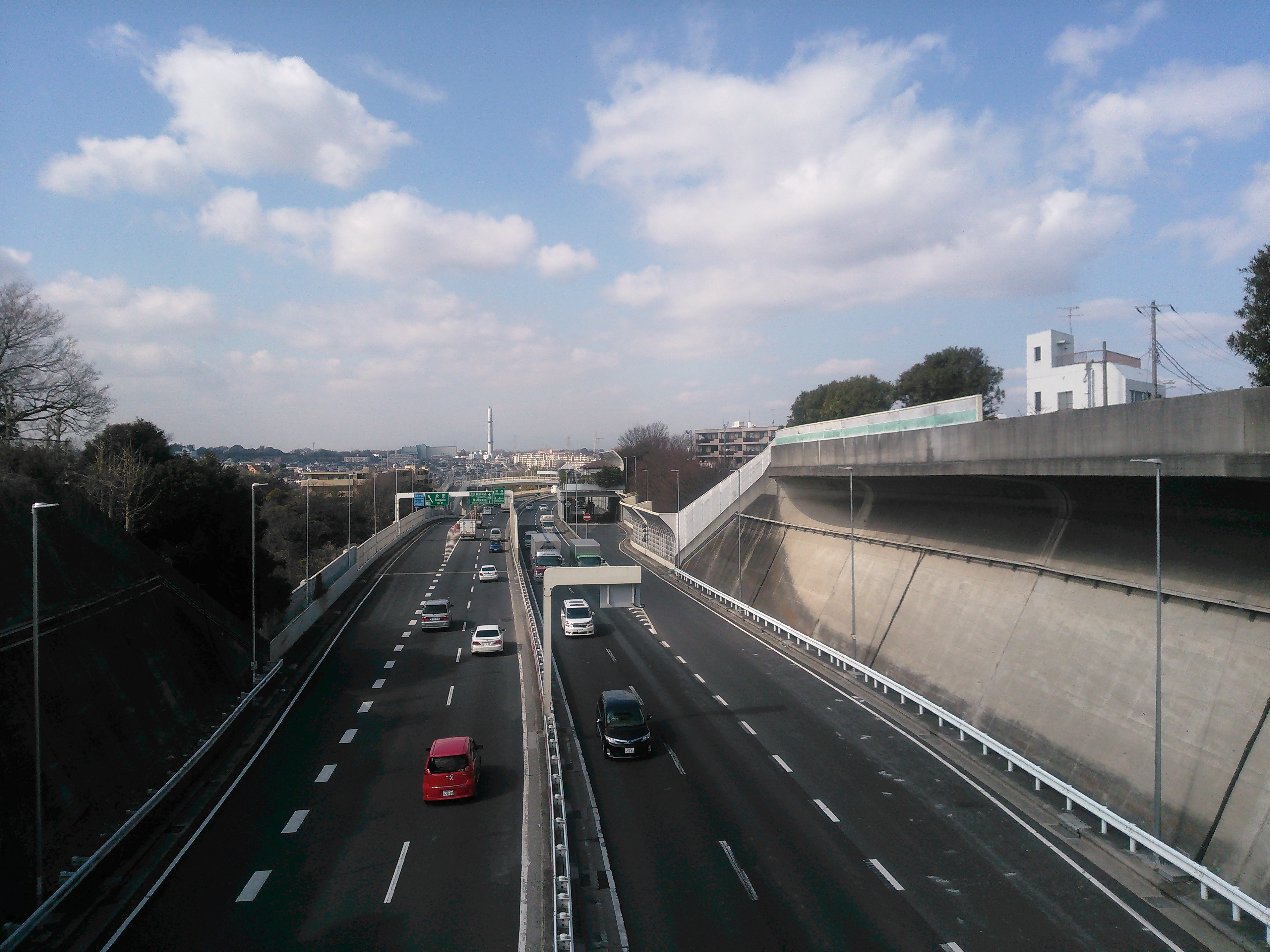
永田付近。右側に、傾斜をつけた「もたれ擁壁」がみられる。
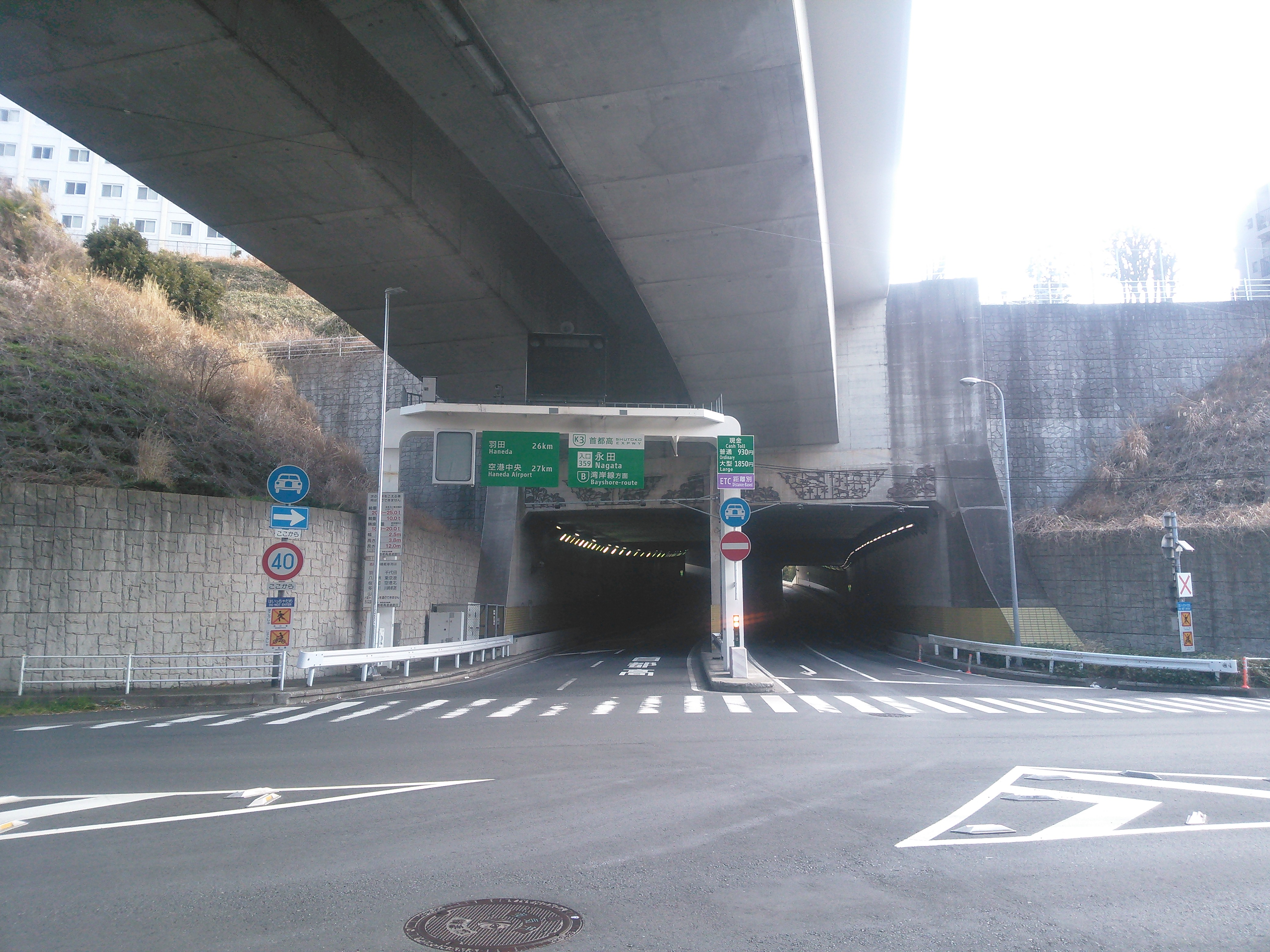
永田出入口。化粧型枠を使用したコンクリート壁と鋳鉄製パネルでデザインされている。